# Nymyrtjärnheden
Nymyrtjärnheden är ett naturreservat i Skellefteå kommun i Västerbottens län.
Området är naturskyddat sedan 1997 och är 13 hektar stort. Reservatet ligger väster om Nymyrtjärnen och består av en myrholme med gammal tallskog med urskogskaraktär och med inslag av gran och björk.